# 永井良和 (社会学者)
永井 良和（ながい よしかず、1960年7月 - ）は、日本の社会学者、関西大学教授。

## 来歴
兵庫県尼崎市生まれ。京都大学大学院社会学博士課程中退。京都大学文学部助手、大阪教育大学専任講師、助教授、関西大学社会学部助教授を経て教授。
1993年橋本峰雄賞受賞。現代風俗研究会に属し、都市社会学、風俗、スポーツなどを論じる。妻の川井ゆうも社会学者。

## 著書
- 社交ダンスと日本人 晶文社 1991.8
- にっぽんダンス物語 「交際術」の輸入者たち（加藤平次郎、玉置真吉、川北長利）リブロポート 1994.9
- 尾行者たちの街角 世識書房 2000.5 (探偵の社会史)
- 風俗営業取締り 2002.4 (講談社選書メチエ)
- ホークスの70年 惜別と再会の球譜 ソフトバンククリエイティブ 2008.10
- スパイ・爆撃・監視カメラ-人が人を信じないということ 河出ブックス、2011
- 南沙織がいたころ　朝日新書、2011
- ジャズとダンスのニッポン 関西大学出版部、2024

## 共編著
- 子どもというレトリック 無垢の誘惑 中河伸俊共編著 青弓社 1993.7
- 植民地都市の社交ダンス(資料集) 大連での勃興期を中心に 組織とネットワーク研究班編 関西大学経済・政治研究所 1999.3 (調査と資料)
- 戦後日本の大衆文化 鵜飼正樹、藤本憲一共編著 昭和堂 2000.5
- 基礎社会学 片桐新自、山本雄二共編著 第3版 福村出版 2002.4
- 南海ホークスがあったころ 野球ファンとパ・リーグの文化史 橋爪紳也共著 紀伊國屋書店 2003.7 のち河出文庫